# 공묘
공묘(중국어 간체자: 孔庙, 정체자: 孔廟, 병음: Kŏngmiào)는 중화인민공화국 산둥성 취푸 시 중심부에 위치한 공자에게 제사를 지내는 묘로 중국 최대의 공자묘이기도 하다. 중국 역대의 황제들에 의해서 증축·보수된 결과, 궁전과 같이 장대한 건축군이 되어, 자금성, 피서산장과 더불어 중국 3대 궁전건축의 하나로 불리고 있다. 1994년 유네스코의 세계문화유산에 공부, 공림과 함께 삼공으로 등록되었다.

## 역사

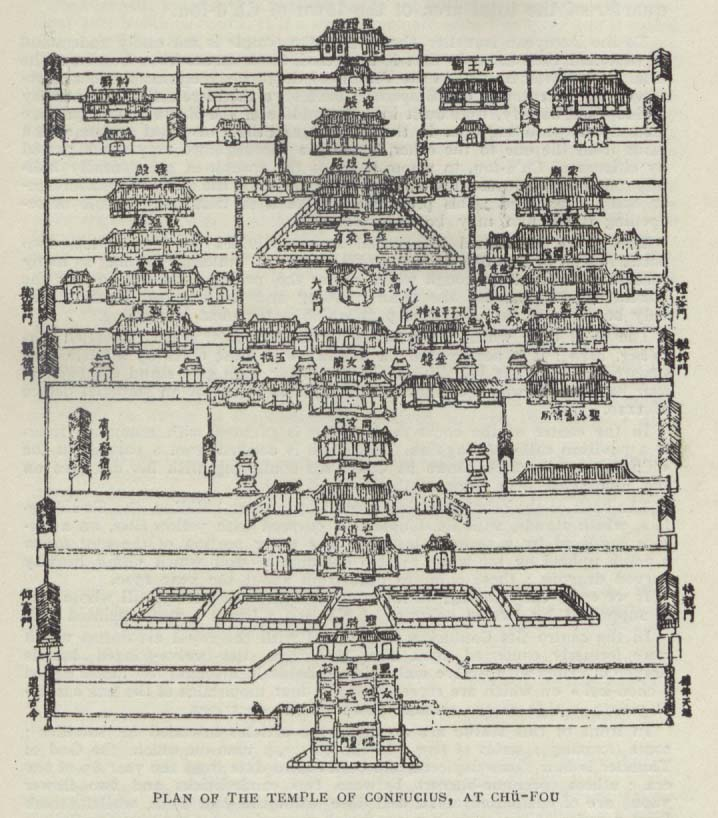
공묘의 평면도

노나라 애공은 공자의 사후 2년이 되던 해에 공자의 집을 묘로 삼았다. 기원 전 205년, 후에 전한을 세운 고조 유방은 노나라에 공묘에서 제물을 올리고 공자를 제사 지내는 제례를 실시하였다. 그는 후의 황제나 고관들에게도 전례를 따르도록 하였다. 황제는 즉위한 뒤나 전승 등 중요한 때에 취푸를 방문하게 되었다. 12명의 황제가 공자에게 제사 지내기 위해 취푸에 직접 방문하였으며, 그 외 100명 이상의 황제가 제례를 위해 대리인을 파견한 것이 196회 이상이다.
원래 세 부분으로 된 공자의 집은 수나라 611년(대업 7년)에 묘소를 재건할 때 철거되었다. 송나라 때인 1012년 및 1094년(소성 원년)에 3개의 전각군과 4개의 정원을 재건하고, 그 주위에 총 400개가 넘는 방을 지어 많은 궁전 건축이 가미되었다. 금나라 말기인 1214년(정우 2년)에는 화재와 약탈로 공묘는 파괴되었다. 그 후 원나라 초기인 1302년(대덕 6년)에 공묘가 재건되어 1331년(지순 2년)에는 공자묘가 궁전과 같이 벽으로 둘러 쌓이게 되었다. 1499년(홍치 12년)에 다시 화재로 소실되고, 그 후 재건되었을 때에 공묘는 현재의 규모로 재건되어 후년, 건물이나 비석과 장식 등이 추가되어 현재의 형태를 가지게 되었다.
문화대혁명 때에 봉건주의의 상징으로서 파괴의 대상이 되었지만, 문화혁명 종료 후에 복구 공사가 진행되어 현재에 이른다.

## 개요
공묘의 사원 건축군은 중국에서 자금성에 이어 두 번 째로 큰 역사적 건축군이다. 부지 면적은 16,000km2에 나무들로 덮인 넓은 부지에 높은 큰 지붕의 누각이 돌출되어 있고, 건물에 있는 방의 총수는 460개나 된다.
1499년에 발생한 화재 이후 대규모 개축 공사가 있어 명나라 조정의 도성인 자금성이 강하게 반영되고 있다. 묘의 주요부는 9개의 정원이 둘러싸듯이 건물이 배치되어 있고, 그 정원이나 건물은 남북으로 길이 1.3 km의 직선 상에 좌우대칭으로 늘어져 있다.
최초의 세 개의 정원은 작은 문이 있어, 손님을 맞이하듯이 높은 소나무가 있다. 가장 남쪽의 문은 영성문(欞星門, Lingxing Gate)이라고 부른다. 영성은 옛날 전설에 천상에 있는 별로, 고대 제왕을 제사 지낼 때는 이 별에 대해 의식을 진행했지만, 공자도 이들 제왕과 동격으로 취급한 것을 나타내고 있다. 나머지의 뜰을 둘러싸는 건축군이 공묘의 심장부를 형성하고 있다. 이것들은 황제의 색인 황색 기와를 얹고 주홍색의 외벽을 궁전으로 둘러싸, 주위에 있는 짙푸른 소나무와 뚜렷한 색 대조가 일어나 매우 강렬한 인상을 남긴다.
주요 건축군으로 비석 등을 둔 전각이 있다.(금나라에서 원대까지, 1115년 ~ 1368년의 건축). 규문각(奎文閣)은 1018년(천희 2년)에 축조되어 1504년(홍치 17년)과 1985년에 대규모 개수된 건물이며, 역대의 황제로부터 하사된 경서 등을 비치하고 있다. 대성문으로부터 전방의 세 개 궁전군은 좌우대칭으로 줄지어 있다. 동쪽의 동로(東路)는 시례당 등을 중심으로 공자의 오대조까지 제사를 지내는 묘이다. 서쪽의 서로(西路)는 금사당 등 공자의 부모를 제사 지내는 묘로 학문소(學問所)라고 한다. 거대한 중로(中路)의 건축군은 대성전을 중심으로 공자나 선유(先儒), 선현들을 제사 지내고 있다. 모든 묘가 오전(五殿), 일사(一祠), 일각(一閣), 일단(一壇), 이당(二堂)·17비정(碑亭), 53 문방(門坊)을 갖추고 있어 황색 기와를 얹은 큰 소나무로 둘러 쌓여 있다. 또 부지 내에 있는 다양한 비석은 2,000개를 넘는다.

## 제단
대성전(大成殿)은 모든 건축군의 중심이 되는 건물로, 가로 54m, 세로 34m, 높이는 32m에 이른다. 28개의 장식된 기둥으로 받쳐져 있고, 각각 6m의 높이와 0.8m의 직경으로 되어 있어, 각각 현지의 한 개의 돌로 만든 것이다. 궁전 정면의 10개의 기둥은 휘몰아 감기는 용으로 장식되어 있다. 이러한 기둥은 황제가 취푸를 방문했을 때에는, 황제에 질투심을 일으키지 않도록 덮개를 걸 수 있었다고 한다. 대성전은 공자에게 제사를 지내며, 예물을 올리는 장소이기도 하다.
대성전의 뜰에 있는 것은 행단(杏壇)으로, 여기는 공자가 제자들에게 강학을 했던 곳으로 추측된다. 그때 살구나무 아래에서 가르친 것을 기념하여 행단이라 이름 붙였다.

## 같이 보기
- 공부
- 공림
- 삼공